# Csong Ilgvan
Csong Ilgvan (hangul: 정일관, handzsa: 鄭日冠, RR: Jong Il-gwan; 1992. október 30. –) észak-koreai válogatott labdarúgó, az élvonalbeli Rimjongszu (Rimyongsu) csatára.
2010. november 24-én az Ázsiai Labdarúgó-szövetség megválasztotta az év fiatal labdarúgójának.
2012. június 5-én a média sok képviselője megszellőztette a Newcastle Unitedbe szerződését, később az FK Partizannal és a PSV Eindhovennel is szóba hozták.